# ミズタメガエル
ミズタメガエル (マルガエル) は、無尾目アマガエル科のカエル。

## 概要
オーストラリア東部〜中央部の乾燥地帯に生息する。雨が降らない時期は、地中で1mの深さで体の周りにビニールのようなまゆをつくり、静かに過ごすことで、生き延びることができる。雨が降ると地上に現れて繁殖する。地上に出たら体中の膜を脱ぐ。そしたら前足を使って膜を食べる。

## 人間との関係
オーストラリアの先住民であるアボリジニ(アボリジニナル)の人々は、ミズタメガエルを雨の少ない時期の貴重な水源として利用する。水不足になると土の中にいるミズタメガエルを掘り出し、水分を含んでいるその体から水を絞り出し飲料水として有名。